# Furuholm (vid Kasnäs, Kimitoön)
Furuholm är en ö i Finland. Den ligger i Skärgårdshavet vid Kasnäs i kommunen Kimitoön i landskapet Egentliga Finland, i den sydvästra delen av landet. Ön ligger omkring 61 kilometer söder om Åbo och omkring 150 kilometer väster om Helsingfors.
Öns area är 6,2 hektar och dess största längd är 380 meter i sydväst-nordöstlig riktning.